# Christophe Roger-Vasselin
Pour les articles homonymes, voir Roger-Vasselin.
Christophe Roger-Vasselin, né le 8 juillet 1957 à Londres, est un joueur de tennis français, professionnel entre 1976 et 1985.
Il est notamment connu pour avoir été demi-finaliste à Roland-Garros en 1983. Cette année-là, il a occupé la 29e place mondiale, meilleur classement de sa carrière. Il a par ailleurs atteint deux finales en simple sur le circuit principal. En double, il a remporté deux tournois.
Il est le père du joueur de tennis professionnel Édouard Roger-Vasselin (né en 1983).

## Biographie
Il est le fils de Gérard Roger-Vasselin, créateur du Chèque-Restaurant. Il a un frère jumeau vivant dans le Massachusetts et une sœur, Carol, qui travaille dans le management de joueurs de tennis.
Domicilié à Paris, il s'occupe de l'école de tennis Flandrin dans le 16e arrondissement. Il a également été entraîneur de l'équipe de France junior, organisateur de tournois et a aussi été impliqué dans la carrière de son fils, Édouard entre ses 15 et 17 ans.

## Carrière
Ses principaux résultats chez les jeunes incluent une finale au championnat de France cadets 1972, un titre de champion de France junior et une demi-finale de l'Orange Bowl en 1974, le titre junior de Roland Garros en 1975 et une finale de la Coupe de Galéa 1977.
En septembre 1977, armé d'une toute nouvelle raquette dite spaghetti du fait de son double cordage, il parvient en finale de la Coupe Porée à Paris où il perd contre Guillermo Vilas au tie break du 3e set. Au passage, il inflige en demi-finale un double 6-0 à José Higueras (3-6, 6-2, 6-0, 6-0). Il remporte le titre en double avec Jacques Thamin face à Ilie Năstase et Ion Țiriac. Cette raquette sera interdite deux mois plus tard à cause des effets incontrôlables qu'elle produisait.
En 1981, il atteint la finale de l'Open de Munich mais il perd face au Néo-Zélandais Chris Lewis après avoir pourtant mené 2 sets à 1 (4-6, 6-2, 2-6, 6-1, 6-1). Il joue deux matchs en équipe de France de Coupe Davis, un simple et un double avec Yannick Noah, contre le Japon en barrage du groupe mondial de la Coupe Davis 1981. L'année précédente, il avait connu sa première sélection en zone Europe face aux Tchécoslovaques Ivan Lendl et Tomáš Šmíd et avait perdu ses deux matchs.
Il se fait connaître du grand public en 1983, lorsqu'il atteint à la surprise générale les demi-finales à Roland-Garros, en battant en quart de finale le no 1 mondial de l'époque, Jimmy Connors (6-4, 6-4, 7-6), tenant des titres de Wimbledon et de l'US Open (18 victoires d'affilée en tournoi du Grand Chelem). Roger-Vasselin était alors classé 139e et ne comptait qu'une victoire pour cinq défaites cette saison. Jimmy Connors déclarera : « Ces choses se produisent. J'ai vu Gonzales perdre un match une fois. » Il s'incline alors sèchement face à son compatriote et futur vainqueur de l'épreuve Yannick Noah (6-3, 6-0, 6-0). Sur son parcours, il bat Bernard Balleret puis Bernard Fritz. Au troisième tour, il remonte un déficit de 2 sets à 0 contre Heinz Günthardt (3-6, 4-6, 7-6, 6-3, 6-1), puis en huitièmes c'est une victoire sur le modeste joueur Fernando Luna, tombeur de José Luis Clerc, qui lui permet d'atteindre les quarts de finale. Il obtient son meilleur classement en simple (29e) après le tournoi, mais ne confirme pas sa performance parisienne. Il est no 3 français en fin d'année. Deux ans plus tôt en 1981, il avait perdu au premier tour contre Connors mais en quatre sets assez accrochés (6-1, 7-5, 3-6, 6-3) ; tandis qu'au National à Nice, il avait perdu face à Noah après avoir mené deux sets à zéro.
En 1984, il remporte un premier titre en simple, sur le circuit Challenger à Brescia, où il bat en finale Jordi Arrese (6-4, 7-6). Il met un terme à sa carrière en 1985 à 27 ans.

## Palmarès

### Finales en simple messieurs
| No | Date       | Nom et lieu du tournoi | Catégorie | Dotation | Surface      | Vainqueur       | Score                   |  |
| -- | ---------- | ---------------------- | --------- | -------- | ------------ | --------------- | ----------------------- |  |
| 1  | 19-09-1977 | Coupe Porée, Paris     |           | 50 000 $ | Terre (ext.) | Guillermo Vilas | 6-2, 6-1, 7-6           |  |
| 2  | 18-05-1981 | BMW Open, Munich       |           | 75 000 $ | Terre (ext.) | Chris Lewis     | 4-6, 6-2, 2-6, 6-1, 6-1 |  |

### Titres en double messieurs
| No | Date       | Nom et lieu du tournoi             | Catégorie | Dotation | Surface      | Partenaire     | Finalistes              | Score         |  |
| -- | ---------- | ---------------------------------- | --------- | -------- | ------------ | -------------- | ----------------------- | ------------- |  |
| 1  | 19-09-1977 | Coupe Porée Paris                  |           | 50 000 $ | Terre (ext.) | Jacques Thamin | Ilie Năstase Ion Țiriac | 6-2, 4-6, 6-3 |  |
| 2  | 16-06-1980 | Tournoi de tennis de Vienne Vienne |           | 50 000 $ | Terre (ext.) | Gianni Ocleppo | Pavel Složil Tomáš Šmíd | Forfait       |  |

### Finale en double messieurs
| No | Date       | Nom et lieu du tournoi   | Catégorie  | Dotation | Surface    | Vainqueurs                   | Partenaire        | Score    |  |
| -- | ---------- | ------------------------ | ---------- | -------- | ---------- | ---------------------------- | ----------------- | -------- |  |
| 1  | 29-12-1977 | Zurich Grand Prix Zurich | Grand Prix | 25 000 $ | Dur (ext.) | Nikola Pilić Reinhart Probst | Patrice Hagelauer | 6-3, 6-1 |  |

## Parcours dans les tournois duGrand Chelem

### En simple
| Année | Open d'Australie | Open d'Australie | Internationaux de France | Internationaux de France | Wimbledon       | Wimbledon     | US Open         | US Open       |
| ----- | ---------------- | ---------------- | ------------------------ | ------------------------ | --------------- | ------------- | --------------- | ------------- |
| 1976  | —                | —                | 1er tour (1/64)          | José Higueras            | —               | —             | —               | —             |
| 1977  | —                | —                | 2e tour (1/32)           | José Higueras            | —               | —             | —               | —             |
| 1978  | —                | —                | 2e tour (1/32)           | B. Mottram               | 1er tour (1/64) | P. McNamara   | —               | —             |
| 1979  | —                | —                | 2e tour (1/32)           | Guillermo Vilas          | —               | —             | —               | —             |
| 1980  | —                | —                | 3e tour (1/16)           | P. McNamara              | —               | —             | 1er tour (1/64) | John McEnroe  |
| 1981  | —                | —                | 1er tour (1/64)          | Jimmy Connors            | 2e tour (1/32)  | John Sadri    | 2e tour (1/32)  | M. Edmondson  |
| 1982  | —                | —                | 2e tour (1/32)           | H. Günthardt             | —               | —             | 1er tour (1/64) | Victor Amaya  |
| 1983  | —                | —                | 1/2 finale               | Yannick Noah             | 1er tour (1/64) | Stefan Edberg | 1er tour (1/64) | V. Van Patten |
| 1984  | —                | —                | 1er tour (1/64)          | H. Solomon               | 1er tour (1/64) | Derek Tarr    | —               | —             |
| 1985  | —                | —                | 1er tour (1/64)          | B. Willenborg            | —               | —             | —               | —             |

N.B. : à droite du résultat se trouve le nom de l'ultime adversaire.

## Classements ATP en fin de saison
| Année          | 1976 | 1977 | 1978 | 1979 | 1980 | 1981 | 1982 | 1983 | 1984 | 1985 | 1986 |
| Rang en simple | 264  | 108  | 166  | 169  | 48   | 109  | 139  | 47   | 255  | 415  | 587  |
| Rang en double | 346  | 156  | 127  | 173  | 79   | 174  | 319  | 266  | 430  | 302  | 870  |

Source : (en) Classements de Christophe Roger-Vasselin sur le site officiel de la Fédération internationale de tennis